# Lake Pounui
Der Lake Pounui ist ein See im South Wairarapa District der Region Wellington auf der Nordinsel von Neuseeland.

## Geographie
Der Lake Pounui befindet sich an einem südöstlichen Ausläufer der Rimutaka Range, rund 2,6 km nordnordwestlich des Lake Onoke und rund 2,1 km westnordwestlich des Ruamahanga River. Der See, der eine Flächenausdehnung von rund 46 Hektar besitzt und über eine Uferlinie von rund 4 km verfügt, erstreckt sich über eine Länge von rund 1,33 km in Ost-West-Richtung und misst an seiner breitesten Stelle rund 590 m in Nord-Süd-Richtung. Die tiefste Stelle des Sees wird mit 9,6 m angegeben.
Gespeist wird der See durch einige wenige von Westen her zulaufende Bäche, wohingegen die Entwässerung nur bei ausreichendem Wasserstand an seinem südöstlichen Ende über einen nicht näher bezeichneten Bach in den Pounui Lake erfolgt. Der Lake Pounui verfügt über eine Wassereinzugsgebiet von 627 Hektar.

## Wanderweg
An der südlichen Seite des Sees führt ein kleiner Wanderweg vorbei.